# العملية ميسي (مسلسل)
العملية ميسي، مسلسل تلفزيوني مصري عرض في رمضان 1435هـ/2014م.

## قصة المسلسل
تدور أحداث المسلسل حول قرد يُدعى (مسعد) أو (ميسي)، والذي تسعى وكالة الاستخبارات المركزية الأمريكية (سي أي إيه) لخطفه بعد قيامه بعملية استخباراتية من أجل إيقاف عصابة إرهابية دولية قامت بسرقة سلاح بيولوجي بالغ الخطورة، ومن أجل ذلك الغرض ترسل الوكالة أحد رجالها لإتمام هذه المهمة..

## طاقم العمل
- أحمد حلمي: (أداء صوتي للقرد ميسي)
- محمد أبو السعود: (أداء حركي للقرد ميسي)
- بشرى
- نبيل عيسى
- صلاح عبد الله
- عزت أبو عوف
- مادلين طبر
- بيومي فؤاد
- تميم عبده
- هناء الشوربجي
- إيمان السيد
- ضياء الميرغني
- وفاء سالم
- صبري عبد المنعم
- عمر السعيد
- علاء زينهم
- صلاح الحنفي
- سناء شافع
- سليمان عيد
- إيمي

## وصلات خارجية
- صفحة المسلسل في قاعدة بيانات الأفلام العربية